# Leela
Leela eller Turanga Leela är en karaktär i tv-serien Futurama. 

## Biografi
Leela övergavs vid födseln och växte upp på barnhem, Cookieville Minimum Security Orphanarium. Enögd med lila hår söker hon sina föräldrar genom seriens gång. Under sin uppväxt blev hon mobbad för att bara ha ett öga. Hon har en ganska aggressiv attityd och gillar slagsmål, ses ofta läsa böcker om till exempel de största knivslagsmålen genom tiderna. Hon ser sig själv som feminist och har varit medlem i en organisation för ekofeminism. Hon har en förkärlek för gulliga djur, hon adopterar till exempel Nibbler. Vid Planet Express blir hon snabbt kapten då professor Farnsworth ser henne som mer seriös och kompetent än Bender och Fry, detta trots sitt bristande djupseende till följd av att hon är enögd.

## Produktion av karaktär
Namnet kommer av Turangalîlasymfonin av Olivier Messiaen. Redan innan serien presenterades för produktionsbolaget hade seriens skapare, Matt Groening och David X. Cohen, skapat en karaktär vars föräldrar var mutanter levande i avloppen. Att hon har ett öga ska underminera den traditionella klichén av den glamorösa, perfekta, kvinnliga hjältinnan inom science fiction. Den karaktäristiska hästsvansen hon bär kommer främst av att man ska känna igen hennes silhuett.